# Bekir Çoban-zade

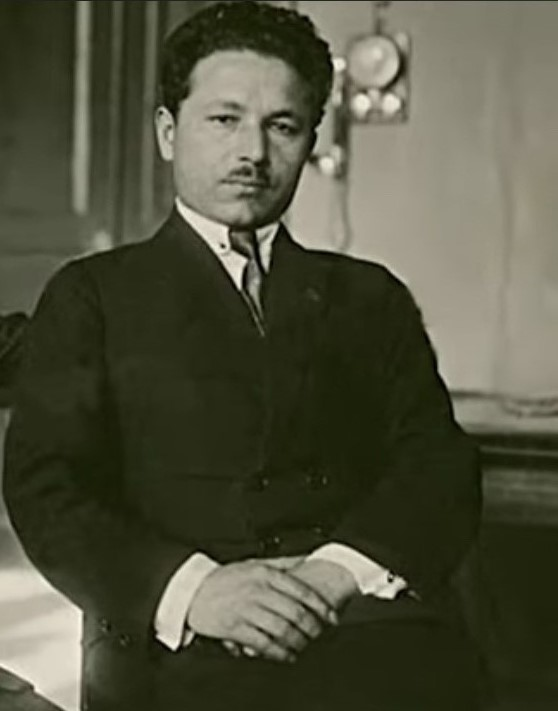
Bekir Çoban-zade, 1922

Bekir Çoban-zade (krimtatarisch Bekir Vaap oğlu Çoban-zade, ukrainisch Бекір Ваапович Чобан-заде; * 27. Mai 1893 in Qarasuvbazar, Krim (heute Bilohirsk, Ukraine); † 13. Oktober 1937 in Baku, Aserbaidschan) war ein krimtatarischer Turkologe, Dichter und Schriftsteller.

## Leben und Wirken
Bekir Vaap-oğlu wurde am 15. Mai 1893 auf der Krim, in Qarasuvbazar (heute Bilohirsk), in eine arme Hirtenfamilie geboren. Nach dem Abschluss der Volksschule wurde Çoban-zade mit finanzieller Unterstützung der Muslimischen Wohltätigkeitsgesellschaft zum Studium nach Istanbul geschickt. Dort gehörte er zu den besten Studierenden und wurde zu einer zentralen Figur unter den krimtatarischen Studenten in der Türkei. Er spezialisierte sich auf Sprachen und erwarb nach dem Besuch von Arabisch- und Französischkursen an der Universität Istanbul die Lehrbefugnis für den Unterricht an Mittel- und Oberschulen.
Im Jahr 1914 kehrte Çoban-zade auf die Krim zurück und reiste anschließend nach Odessa, um sein Studium fortzusetzen. Dort wurde er aufgrund des andauernden Ersten Weltkriegs zum Militärdienst eingezogen. Ende 1914 geriet er an der Front in Gefangenschaft und wurde nach Ungarn gebracht. In Budapest schrieb er sich an der historisch-philologischen Fakultät der Universität ein, erlernte die ungarische Sprache und verteidigte seine Doktorarbeit. Er unterrichtete an den Universitäten Budapest und Lausanne und wurde mit 26 Jahren Professor an beiden Universitäten. 1920 kehrte er auf die Krim zurück. 1922 wurde er Professor an der Krim-Universität und später deren Rektor. Auf dem ersten Krimischen Sowjetkongress wurde Çoban-zade zum Mitglied des Zentralen Exekutivkomitees der Krim-ASSR gewählt. In dieser Zeit war er einer der führenden Persönlichkeiten der krimtatarischen Partei „Millî Firka“.
Im Sommer 1924 wurde der Professor nach Baku eingeladen, um im Komitee für das neue türkische Alphabet als wissenschaftlicher Berater zu arbeiten. Von 1925 bis 1927 leitete Çoban-zade die Fakultät für Orientalistik an der Aserbaidschanischen Staatsuniversität, wo er Einführung in die Turkologie, türko-tatarische Dialektologie, vergleichende Grammatik der türkischen Sprachen, Orhon- und Altuigurische Denkmäler, Methodik des Unterrichts der aserbaidschanischen Sprache und Literatur sowie die neuere Periode der türko-tatarischen Literatur lehrte. Er war zudem Mitglied des aserbaidschanischen Terminologiekomitees, in dem er die geisteswissenschaftliche Sektion leitete. 1927 wurde er zum Vorsitzenden des Wissenschaftlichen Rates des Allunionszentralkomitees für das neue türkische Alphabet ernannt. Im folgenden Jahr wurde er zum ordentlichen Mitglied des Instituts für Orientalistik in Moskau gewählt. 
Die Repressionen der Sowjetregierung gegen Krimtataren im Jahr 1928 griffen auch auf Baku über, wo Çoban-zade einer verleumderischen Kampagne ausgesetzt war, in der ihm Panslawismus und „bürgerlicher Nationalismus“ vorgeworfen wurden. Von 1930 bis 1935 leitete er den Lehrstuhl für usbekische Sprache am Pädagogischen Institut in Ferghana, unterrichtete an der Universität Taschkent und am Pädagogischen Institut Buchara. Er wurde zum ordentlichen Mitglied der aserbaidschanischen Zweigstelle der Akademie der Wissenschaften der UdSSR gewählt und 1935 Mitglied der Pariser Gesellschaft für Linguistik.
Çoban-zade veröffentlichte zahlreiche Werke zur krimtatarischen wissenschaftlichen Grammatik und zur modernen krimtatarischen Literatur. Er verfasste über 120 wissenschaftliche Arbeiten zu Themen wie Alphabet, Orthografie und Terminologie der türkischen und europäischen Sprachen. Seine Gedichte galten auf der Krim als die feinfühligsten und anspruchsvollsten seit der Zeit des Krim-Khanats.
Am 28. Januar 1937 wurde Çoban-zade in Kislowodsk verhaftet, wo er sich zur Behandlung aufhielt. Das Gericht fand in Baku statt und dauerte 20 Minuten. Çoban-zade erhielt die Todesstrafe ohne Möglichkeit der Berufung. Das Urteil wurde am 13. Oktober 1937 vollstreckt.